# Primarias del Partido Republicano de 2008 en Maryland
Las Primarias republicana de Maryland, 2008 fueron el 12 de febrero de 2008. El estado enviará 37 delegados a la Convención Nacional Republicana de 2008 en St. Paul, Minnesota. Tres delegados serán otorgados a cada ganador de los 8 distritos congresionales; Los otros delegados son dados todos al ganador.
Las encuestas y opiniones públicas del partido republicano indicaban que de 7 y 8, John McCain era el favorito entre los votantes de republicanos de Maryland. 56% de los votantes lo apoyaron, 17% Mike Huckabee, 10% Ron Paul, con el resto dividios o indecisos.
La primaria del Distrito de Columbia y estado de Virginia hicieron sus primarias el mismo día, formando el tan llamado "Primaria Potomac" y para otros, después el río que colinda con las tres jurisdicciones.
NBC News ha proyectado  que John McCain ganó  la primaria de Maryland.

## Resultados
| Candidato     | Votos   | Porcentajes | Delegados |
| ------------- | ------- | ----------- | --------- |
| John McCain   | 163,677 | 55%         | 28        |
| Mike Huckabee | 86,573  | 29%         | 0         |
| Mitt Romney*  | 18,728  | 7%          | 0         |
| Ron Paul      | 17,865  | 6%          | 0         |
| Total         | 286,843 | 100%        | 28        |

*Candidato ha suspendido su campaña antes de las primarias.